# Лавуазье, Антуан Лоран
Антуа́н Лора́н де Лавуазье́ (фр. Antoine Laurent de Lavoisier; 26 августа 1743, Париж — 8 мая 1794, там же) — французский естествоиспытатель, основатель современной химии.
Член Парижской академии наук (1768, adjoint chimiste surnuméraire), Лондонского королевского общества (1788).

## Биография
Лавуазье происходил из состоятельной буржуазной семьи. Его отец Жан Антуан Лавуазье (1715—1775) был одним из 400 адвокатов, находившихся в ведении Парижского парламента, и хотел, чтобы сын тоже стал адвокатом. Однако Лавуазье больше привлекали естественные науки, поэтому одновременно с юриспруденцией он изучал математику, астрономию, ботанику, минералогию, геологию и химию. Его обучение проходило под руководством лучших парижских профессоров.

### Образование
Первоначальное образование получил в коллеже Мазарини, а затем прошёл курс юридического факультета. В 1764 году получил степень лиценциата прав.
Одновременно с прохождением курса юридических наук и по окончании его Лавуазье занимался естественными и точными науками под руководством лучших парижских профессоров того времени; математику и астрономию он изучал под руководством известного аббата Ла-Кайля (фр. La-Caille), ботанику — под руководством Бернара де Жюссье, по минералогии и геологии работал у Геттара. Курс химии прошёл у Руэля (фр. Rouelle).
В 1765 году Лавуазье представил работу на заданную Парижской академией наук тему «О лучшем способе освещать улицы большого города». При выполнении этой работы сказалась необыкновенная настойчивость Лавуазье в преследовании намеченной цели и точность в изысканиях — достоинства, которые составляют отличительную черту вообще всех его работ. Именно, чтобы увеличить чувствительность своего зрения к слабым изменениям силы света, Лавуазье провёл шесть недель в тёмной комнате. Эта работа Лавуазье в 1766 году была удостоена золотой медали академии. В период 1763—1767 годов Лавуазье совершает ряд путешествий с Геттаром, помогая последнему в составлении минералогической карты Франции.
18 мая 1768 года, в возрасте 25 лет, Лавуазье был избран в академию адъюнктом по химии. В 1778 году он был избран действительным членом академии, с 1785 года он состоял её директором. Во время Конвента Лавуазье явился самым деятельным защитником академии и прилагал все усилия, чтобы спасти её. Однако это ему не удалось, и в 1793 году академия была упразднена.
В 1768 году, когда Лавуазье был избран в академию, он вступил в Генеральный откуп, пайщиком откупщика Бодона. Со смертью последнего в 1779 году Лавуазье стал самостоятельным членом откупа (фр. fermier général titulaire). Откупная система с полным основанием была ненавидима народом, но личная деятельность Лавуазье по откупам была вполне безупречна, как показал его биограф Гримо, опираясь на подлинные документы. Участие в откупах не было для Лавуазье синекурой; оно требовало постоянных разъездов, отнимало у него много времени и внимания.

### Научная деятельность
Значительную часть больших доходов, которые Лавуазье получал от откупов, он тратил на научные опыты. Для своих исследований он не щадил средств: например, опыты над составом воды стоили ему 50000 ливров. Он добивался самой тщательной постановки опытов и стремился к устройству наиболее точных и совершенных приборов: в этом отношении научная техника во Франции обязана ему многим. В 1775 году министр Тюрго, преобразовав пороховое дело во Франции, назначил Лавуазье одним из четырёх управляющих этим делом (фр. régisseurs des poudres). Благодаря энергии Лавуазье производство пороха во Франции к 1788 году более чем удвоилось (с 1600 тысяч фунтов оно дошло до 3700 тысяч фунтов в год). Лавуазье организует экспедиции для отыскания селитряных местонахождений, ведёт исследования, касающиеся очистки и анализа селитры; приёмы очистки селитры, разработанные Лавуазье и Боме, дошли и до нашего времени. По инициативе Лавуазье, академия наук в 1773 году. назначает премию за лучшую работу, касающуюся способа наиболее выгодного производства селитры; программа работы была детально разработана самим Лавуазье.
Пороховым делом Лавуазье управлял до 1791 года. Он жил в пороховом арсенале; здесь же помещалась и его лаборатория, из которой вышли почти все его химические работы. Лаборатория Лавуазье была одним из главных научных центров Парижа того времени. В ней сходились представители различных отраслей знания, для обсуждения научных вопросов, сюда же приходили и начинающие молодые работники науки учиться у Лавуазье.
Помимо научных работ, занятий по откупам и по управлению пороховым арсеналом, Лавуазье принимал участие в различных комиссиях или по поручению академии, или по поручению правительства. Так, например, в 1783 году Лавуазье составляет, по поручению академии, доклад о «месмеризме», в 1784 году — доклад об «аэростатах». Все отчёты Лавуазье обнаруживают его необыкновенное уменье смотреть в корень дела, носят печать ясного, дисциплинированного, уравновешенного ума и вместе с тем обличают натуру благородную, опиравшуюся в своей деятельности на широкие гуманные принципы, принципы общего блага.
Эти принципы проглядывают нередко и в научных его трудах, но главным образом проявляются в исследовании тюрем, предпринятом им, в министерство Неккера, по поручению академии, и в его деятельности, направленной на улучшение положения земледельческого класса. В 1783—1788 годах Лавуазье состоял членом общества и комитета земледелия в Париже. В целом ряде докладов он указывает на необходимость изменить положение земледельческого класса податной реформой и распространением лучших способов земледельческой культуры.

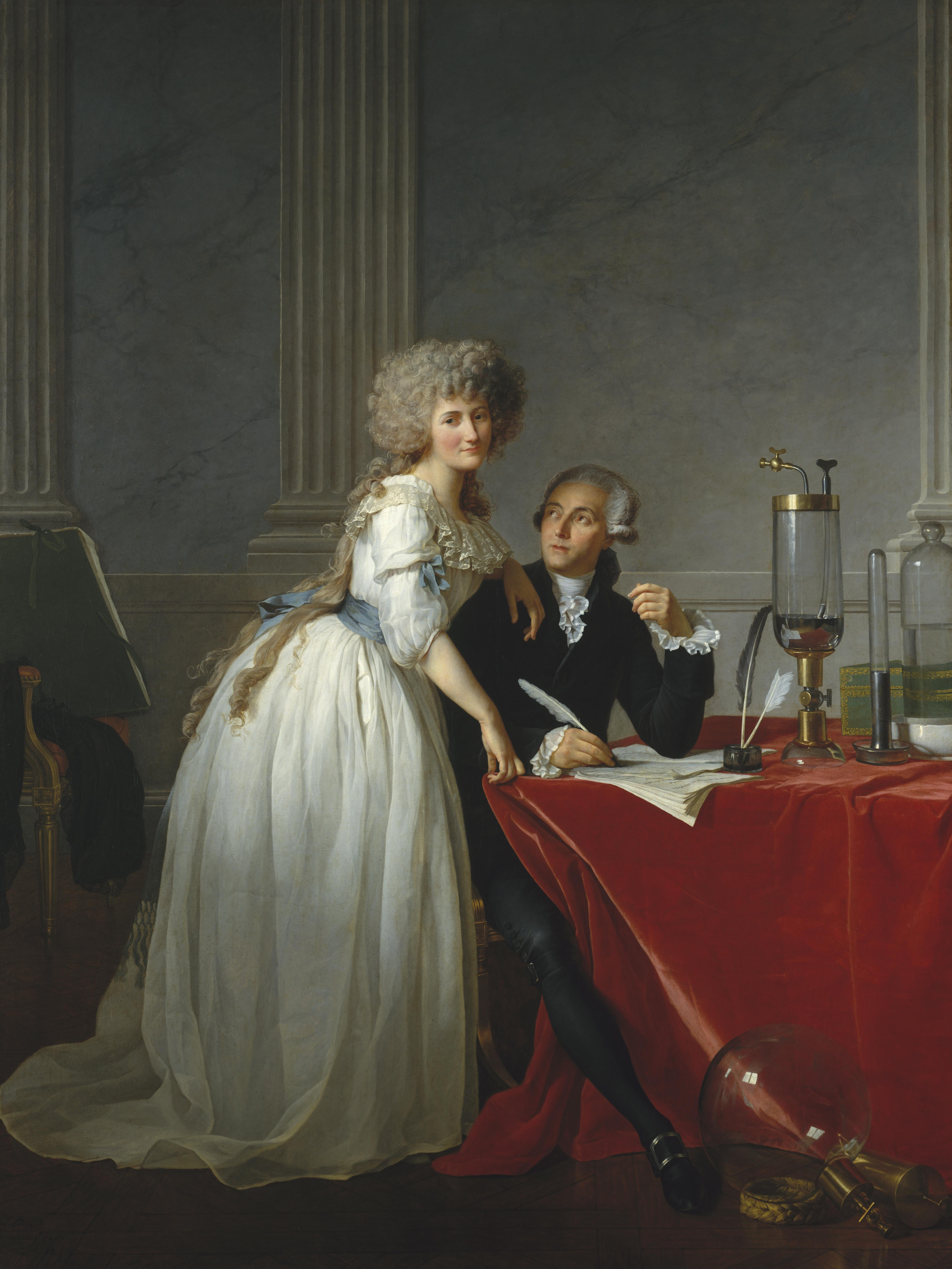
Портрет Лорана Лавуазье и его жены Марии, Жак Луи Давид (1788)

Состоя в 1787 году представителем третьего сословия в Орлеанском провинциальном собрании, он выступает и там с докладами об изменении натуральной дорожной повинности, об организации различного рода благотворительных учреждений для народа, страховой кассы на случай обеднения и старости и т. п. Став с 1778 года владельцем собственного имения, Лавуазье занялся агрономическими опытами, из желания, главным образом, прийти на помощь соседним землевладельцам, подав им «примеры агрикультуры, основанной на лучших принципах». В 1788 году Лавуазье мог уже представить в комитет земледелия отчёты о плодотворных результатах своих агрономических опытов.
По его почину устраиваются школы пряжи и ткачества; до того времени лён и пенька в сыром виде шли за границу, откуда Франция получала готовое полотно; Лавуазье широко пропагандирует способ беления тканей хлором, открытый Бертолле; настаивает на необходимости устроить около Парижа опытное поле для агрономических экспериментов; составляет инструкции провинциальным собраниям, касающиеся самых разнообразных сельскохозяйственных вопросов. Как результат основательного знакомства Лавуазье с экономическим положением родины явился его мемуар, касающийся вычисления территориальных богатств Франции. Мемуар был представлен Лавуазье национальному собранию в 1791 году и имел целью дать основание наиболее рациональному расчёту налогов, какие страна может выплачивать, не изнемогая под их бременем.
Во время революции Лавуазье состоял членом «Национального Казначейства», в котором установил строгий и образцовый порядок. Эти обязанности он нёс безвозмездно. В 1790 году Национальное собрание поручило академии наук выработать рациональную систему мер и весов. Для этой цели была организована комиссия, в которой Лавуазье принимал постоянное участие в качестве её секретаря и казначея; кроме того, ему вместе с Гюйо было поручено определить вес в пустоте единицы объёма дистиллированной воды при 0 °C; а впоследствии вместе с Жан-Шарлем Борда Лавуазье определял расширение меди и платины, для устройства нормального метра.

### Трибунал и казнь

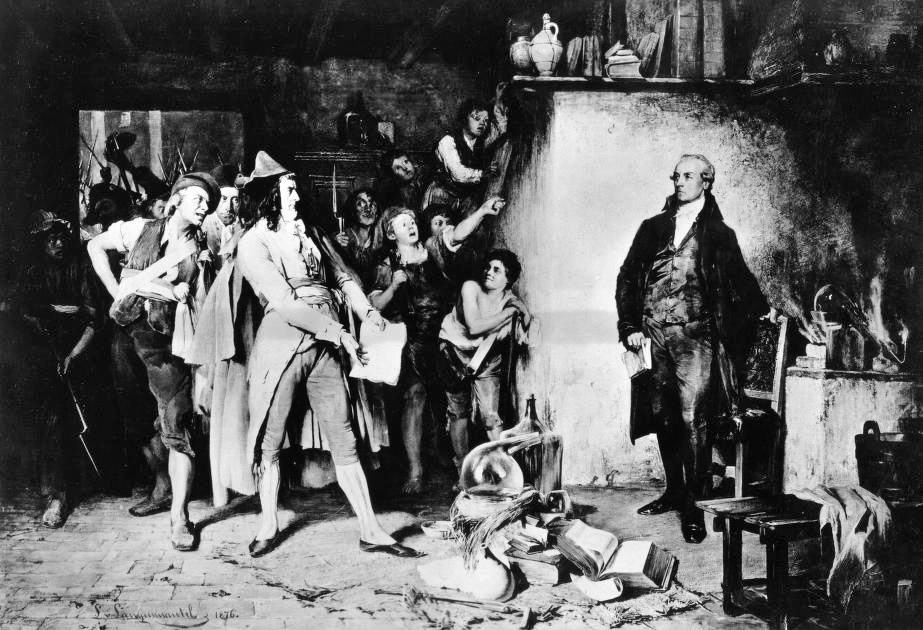
А. Л. Лавуазье в 1794 г.

С 1791 года А. Л. Лавуазье принимал участие в «совещательном бюро искусств и ремёсел», имевшем задачей указывать правительству на полезные для страны технические изобретения и поощрять наградами лучшие из них. Плодом участия Лавуазье в совещательном бюро осталась записка, касающаяся организации народного просвещения.
Хотя в 1791 году Генеральный откуп (фр. Ferme générale) был уничтожен, нападки на откупщиков не прекратились. В 1793 году депутат Бурдон потребовал в Конвенте немедленного ареста и предания суду бывших участников откупа, не дожидаясь срока, назначенного для ликвидации дел. Была назначена новая комиссия для рассмотрения дел по откупам; она нашла нужным всех откупщиков за время последних трёх контрактов подвергнуть аресту. Лавуазье вместе с другими откупщиками был заключён в тюрьму в конце ноября 1793 года, и Конвент постановил отдать его под суд Революционного трибунала.
Приговорённые обвинялись в заговоре против французского народа, помощи врагам нации, примешивании вредных примесей к жизненным припасам, удерживании в своих руках средств, необходимых для государственной обороны. Революционный трибунал приговорил всех откупщиков (31 человека) к смерти, кроме одного, вычеркнутого из списка Робеспьером. Ни петиция от совещательного бюро, ни всем известные заслуги перед родиной, ни научная слава не спасли Лавуазье от смерти. «Республика не нуждается в учёных» — якобы заявил председатель трибунала Коффиналь в ответ на петицию бюро.
8 мая 1794 года (19 флореаля II года республики) Антуан Лоран Лавуазье был гильотинирован по решению Революционного трибунала. Историк науки В. Штрубе отмечает, что в обвинении учёному чувствуется надуманность и демагогичность. По свидетельству жены Лавуазье, учёные, которые должны были бы выступить в защиту Лавуазье, ничего не сделали для его спасения. Останки Лавуазье были захоронены в общей могиле на кладбище Эрранси.

## Семья

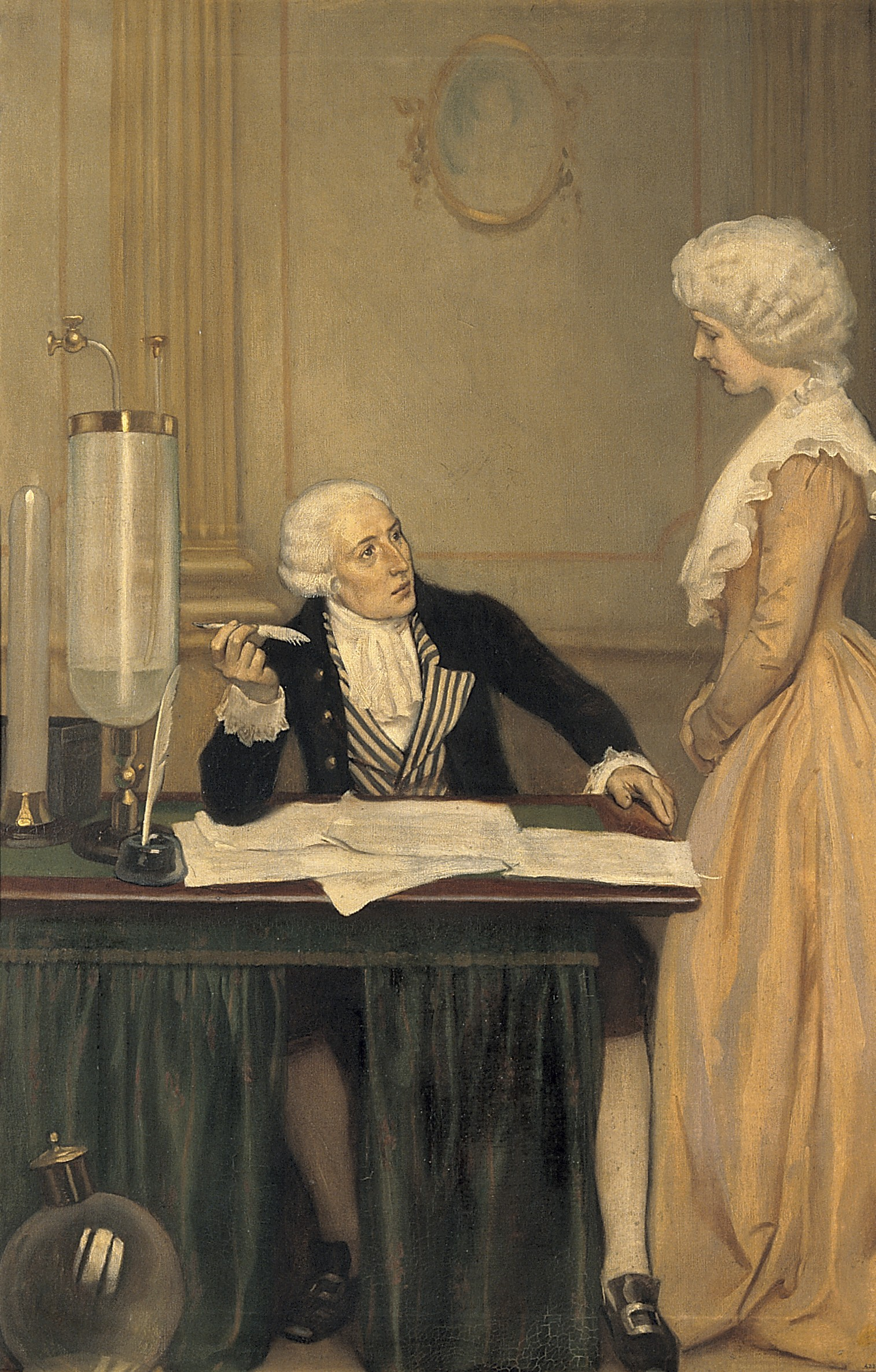
А. Лавуазье с женой

В 1771 году в возрасте 28 лет А. Лавуазье женился на 13-летней Марии Анне Пьеретте Польз (1758—1836), дочери своего товарища по откупу Жака Польза (1723—1794). В жене он нашёл деятельную помощницу в своих научных работах. Она вела его лабораторные журналы, переводила для него с английского научные статьи, рисовала и гравировала чертежи для его «Traité». Ею был сделан перевод с английской книги Кирвана «Опыт о флогистоне».
После смерти Лавуазье его жена вышла в 1805 году вторично замуж за знаменитого физика Бенджамина Томпсона Румфорда (1753—1814). Она умерла в возрасте 78 лет, в 1836 году.

## Значение и память

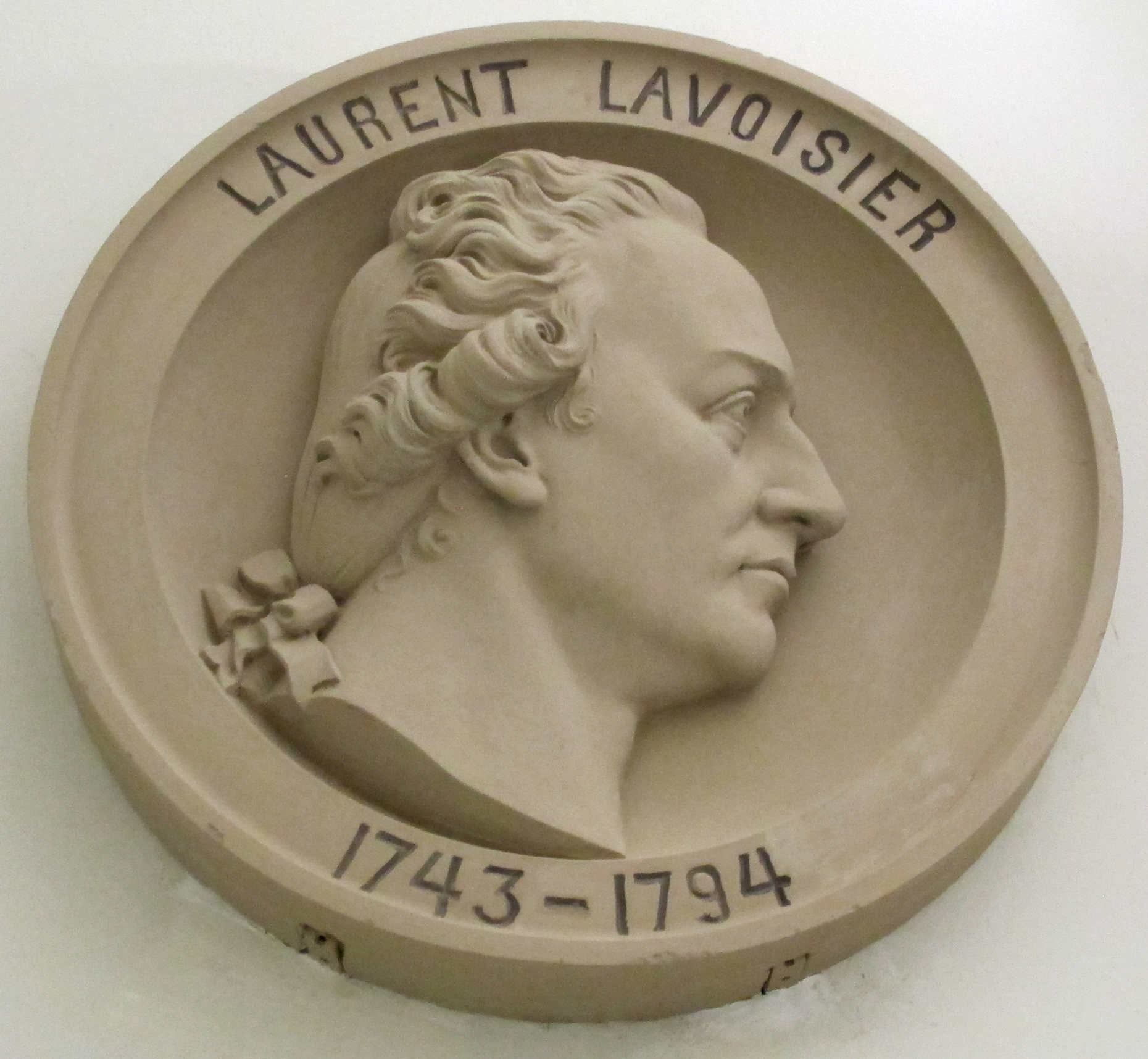
А. Л. Лавуазье

Имя А. Лавуазье внесено в список величайших учёных Франции, помещённый на первом этаже Эйфелевой башни.
Лагранж, Жозеф Луи:

 Всего мгновение потребовалось им, чтобы срубить эту голову, но может и за сто лет Франция не сможет произвести ещё такой.Оригинальный текст (фр.)Cela leur a pris seulement un instant pour lui couper la tête, mais la France pourrait ne pas en produire une autre pareille en un siècle.
Научная слава Лавуазье по смерти неоднократно оспаривалась. Главным образом Томсон (1830) и Фольхард (1870) старались умалить заслуги Лавуазье и набросить тень на всю его научную деятельность. Они обвинили его в том, что он присвоил себе открытия, сделанные другими, что он умышленно умалчивал имена своих предшественников и т. д. Причины этих нападок, однако, коренятся главным образом в национальном антагонизме. Не говоря уже о том, что эти нападки на деле далеко не оправдываются, научная слава Лавуазье заключается не в установлении новых фактов, а главным образом в водворении в науке новой системы, которая её совершенно реформировала. Этот труд произведён Лавуазье с необыкновенной энергией и логической убедительностью, благодаря чему система его восторжествовала над прежней в сравнительно очень короткое время.
Севергин, Василий Михайлович:

Многие опыты повторяемы были мною самим… и потому, ежели я преимущественно избрал… Лавуазьерову теорию, то сие я учинил по убеждению, коего достигнул через таковые опыты
Важное достоинство, отличающее работы Лавуазье, состоит в точном научном методе, в духе которого они произведены. Как образец точной дисциплинированной мысли, работы Лавуазье так же бессмертны, как и результаты их. Вся система Лавуазье представляет логическую стройность и единство. Лавуазье внёс в химию тот метод строгой критики и отчётливого анализа явлений, который до него уже оказался столь плодотворным в других областях точного знания, в механике, физике, астрономии. В этом отношении труд Лавуазье составляет звено в той цепи трудов, которые ставили целью открытие законов, управляющих явлениями природы, и имя Лавуазье стоит в одном ряду с немногими именами, каковы имена Галилея, Ньютона, Кеплера и др.
В 1935 г. Международный астрономический союз присвоил имя Лавуазье кратеру на видимой стороне Луны.

## Научные труды

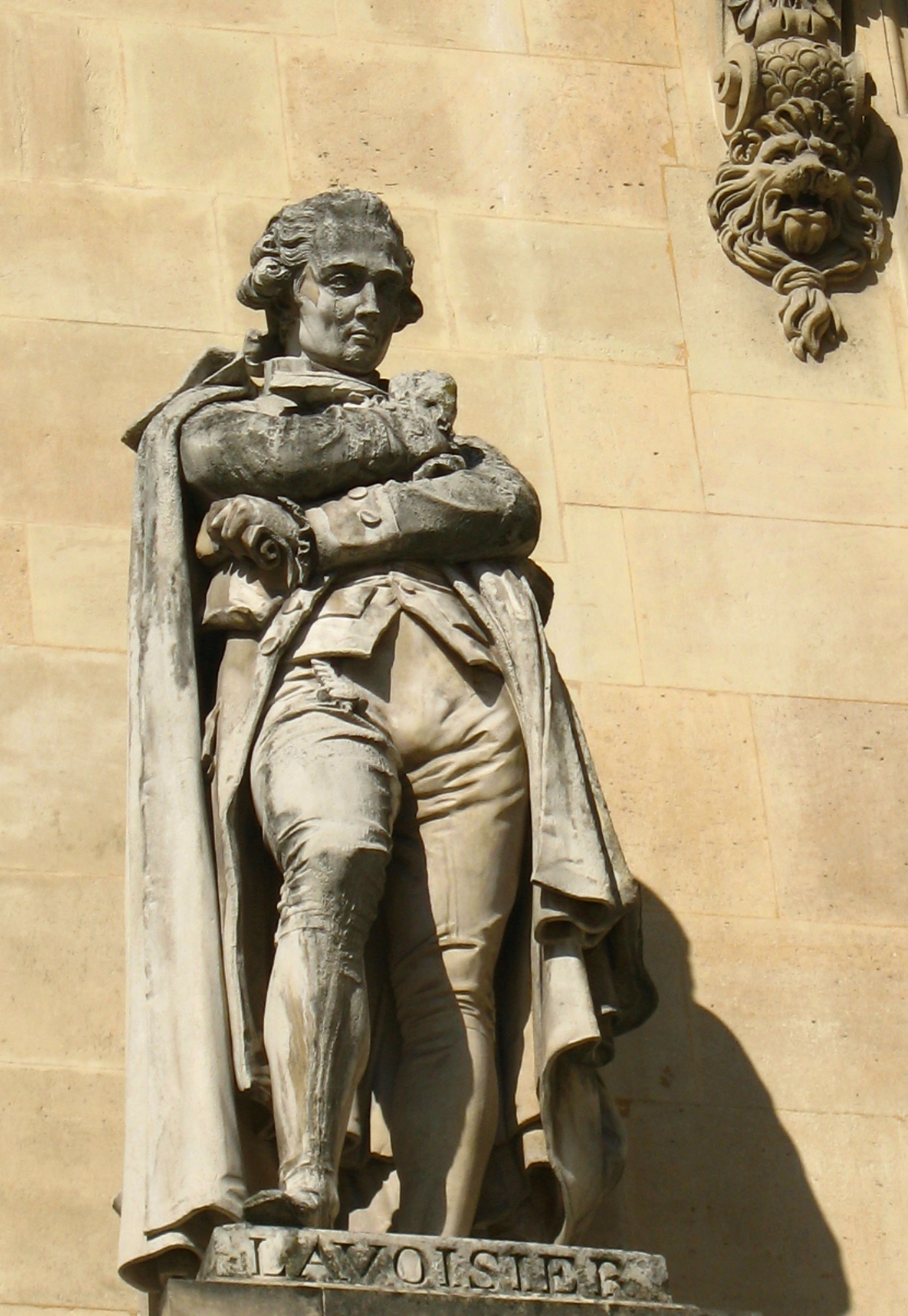
А. Л. Лавуазье

Одна из первых по времени, наиболее важных работ А. Л. Лавуазье была посвящена решению вопроса, можно ли воду превратить в землю. Вопрос этот занимал в то время многих исследователей и оставался нерешённым. Лавуазье посвятил ему два мемуара, носящие общее заглавие «Sur la nature de l’eau et sur les expériences par les quelles on a prétendu prouver la possibilité de son changement en terre» (1770). В этом исследовании Лавуазье впервые показал, какую важность при выяснении химических задач могут иметь весовые определения. Очистив дождевую воду восьмикратной перегонкой, он поместил её в стеклянный сосуд особого устройства, который был после того герметически закупорен и взвешен. Вес сосуда без воды был определён ранее. Нагревая воду в этом сосуде в течение 100 дней, Лавуазье нашёл, что в воде действительно появилась «земля». Но взвесив сосуд без воды после опыта, он нашёл, что вес его уменьшился, причём оказалось, что вес образовавшейся «земли» равен уменьшению в весе сосуда. Отсюда он заключил, что эта «земля» есть продукт действия воды на стекло сосуда. Этим опытом Лавуазье окончательно и навсегда разрешил вопрос о превращении воды в землю, долго остававшийся спорным.

### Химия

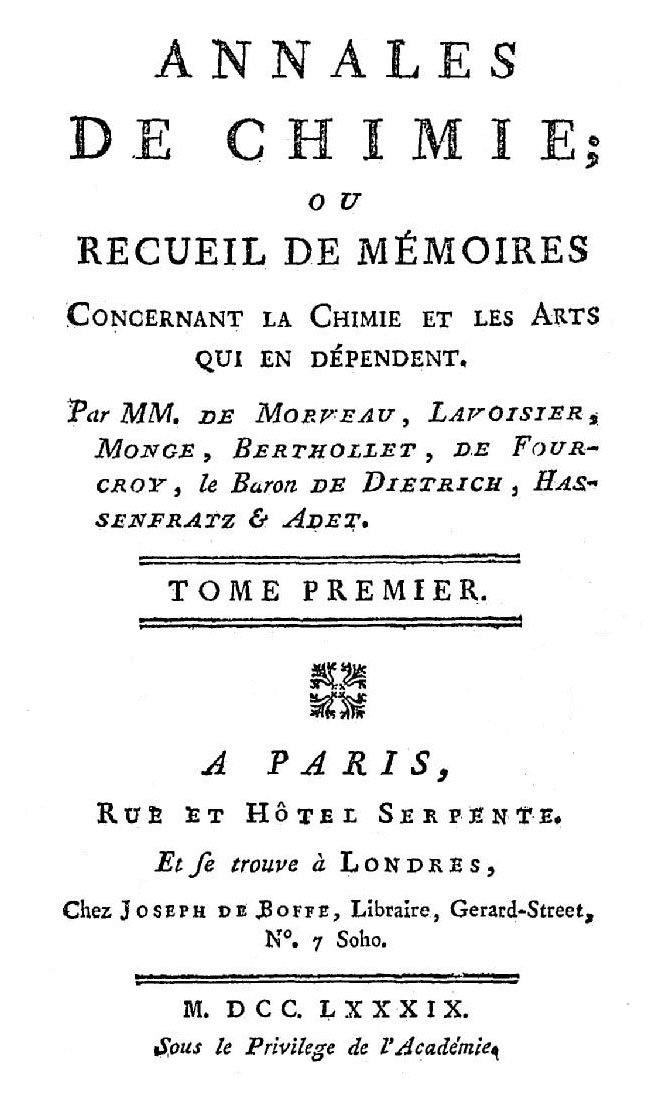
Annales de Chimie — журнал, который редактировал А. Л. Лавуазье

Химическую природу алмаза впервые установил в 1772 году А. Лавуазье с сотрудниками. Приобретя несколько алмазов на свои собственные средства, они накалили их до температуры горения, после чего определили состав получившегося газа.
Лавуазье обращается к изучению газов. С физической стороны газы были уже несколько исследованы Бойлем и Мариоттом, но со стороны химической они представляли в это время очень тёмную и почти неизведанную область. Приступая к исследованию газов, Лавуазье чувствовал, что изучение этой области должно произвести переворот в физике и химии, и высказал эту мысль в своём лабораторном журнале в 1773 году. Прежде всего он подвергает проверке тот факт, что вес металлов при превращении их в «извести» (так называли в то время все металлические окислы, например красная окись ртути, железная окалина и др.) увеличивается, факт, установленный ещё в 1630 году Реем и в 1669 году Майовом, и доказывает, что увеличение в этом случае совершается за счёт части воздуха, а не за счёт присоединения огня, как думал Бойль, мнение которого в то время было общепринято.
Лавуазье превращал в «известь» (окись) олово в герметически закрытом сосуде, нагревая металл при помощи большого зажигательного стекла. Общий вес сосуда с оловом, после превращения олова в «известь», оставался неизменённым; этого не могло бы быть, если бы действительно к олову что-нибудь присоединилось извне. Лавуазье нашёл кроме того, что количество взятого воздуха после опыта уменьшается на 1/5 и что остающийся воздух не поддерживает горения и дыхания. Он показал также увеличение веса при сгорании серы и фосфора. Установленные им факты описаны в «Opuscules physiques et chimiques» (1773) и в «Mémoire sur la calcination de l'étain dans les vaisseaux fermés et sur la cause de l’augmentation du poids qu’acquiert ce métal pendant cette opération» (1774).
Открытие кислорода, сделанное в 1774 году Пристли и Шееле, дало Лавуазье толчок к полному разъяснению вопроса. В 1775 году Лавуазье представил в академию мемуар «Sur la nature du principe qui se combine avec les métaux pendant leur calcination et qui en augmente le poids», в котором определяет роль кислорода в образовании металлических «известей» и признаёт кислород одной из составных частей воздуха. Вслед за тем в целом ряде мемуаров Лавуазье развивает свою новую теорию окисления и горения, диаметрально противоположную по своим основаниям теории «флогистона», которая была тогда общепринятой.
По теории флогистона, введённой в науку Бехером (конец XVII века) и разработанной Шталем (начало XVIII века), все тела, способные гореть и окисляться, заключают особое горючее начало, «флогистон», которое при процессе горения выделяется из тела, оставляя золу, «известь». Прибегая в своих исследованиях постоянно к точному взвешиванию, Лавуазье показал, что при процессе горения вещество не выделяется из горящего тела, а присоединяется к нему. Установив свой новый взгляд на процессы горения и окисления, Лавуазье вместе с тем правильно понял состав воздуха.

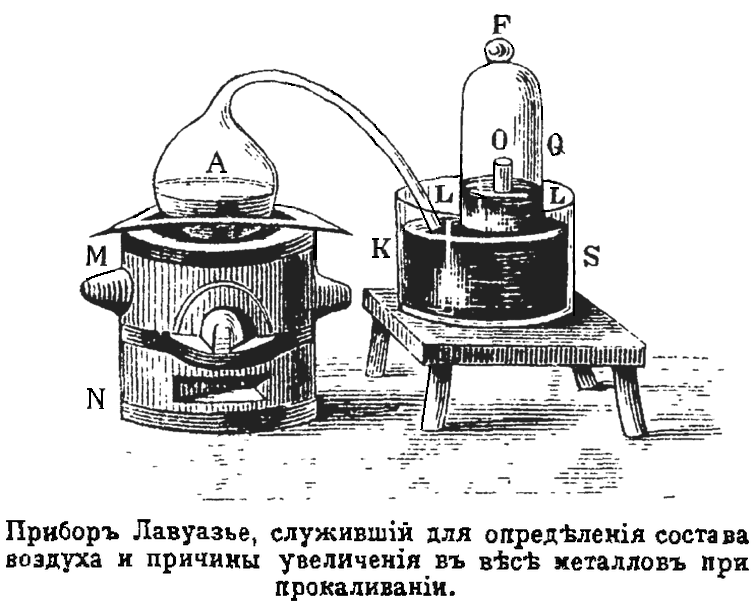
Прибор Лавуазье для определения состава воздуха и выяснения причины увеличения в весе металлов при прокаливании

Путём анализа и синтеза он показал, что воздух есть смесь двух газов: один из них — есть газ, преимущественно поддерживающий горение, «здоровый (фр. salubre) воздух, чистый воздух, жизненный воздух, кислород», как последовательно называл его сам Лавуазье, другой газ — нездоровый воздух (фр. moffette) или азот. Пристли и др. сторонники теории флогистона смотрели на изменения воздуха, вызываемые горением и окислением, совершенно иначе. Как кислород, так и азот они считали различными видоизменениями обыкновенного воздуха, отличающимися от него количествами содержащегося в них флогистона: кислород, как энергично поддерживающий горение, считали «воздухом лишённым флогистона», «дефлогистированным воздухом», а азот — «флогистированным воздухом», то есть насыщенным флогистоном и потому неспособным отнимать его от других тел, и значит, поддерживать горение.
Лавуазье произвёл анализ и синтез воздуха, нагревая ртуть с определённым объёмом воздуха и разлагая затем образовавшуюся красную окись ртути. Описание этого классического опыта Лавуазье, перешедшее с тех пор во все руководства химии, помещено в его «Traité élémentaire de chimie» (I, chap. 3). Вместе с изучением состава воздуха Лавуазье исследует роль кислорода в образовании кислот («Considérations générales sur la nature des acides et sur les principes dont ils sont composés», 1778), устанавливает состав угольной кислоты, многочисленные случаи выделения которой были изучены уже Блэком («Sur la formation de l’acide nommé l’air fixe», 1781), объясняет изменения воздуха, вызываемые горением свечи («Mém. sur la combustion des chandelles dans l’air atmosphérique et dans l’air éminement respirable» 1777) и дыханием животных («Expériences sur la respiration des animaux et sur les changements qui arrivent à l’air en passant par leurs poumons», 1777).

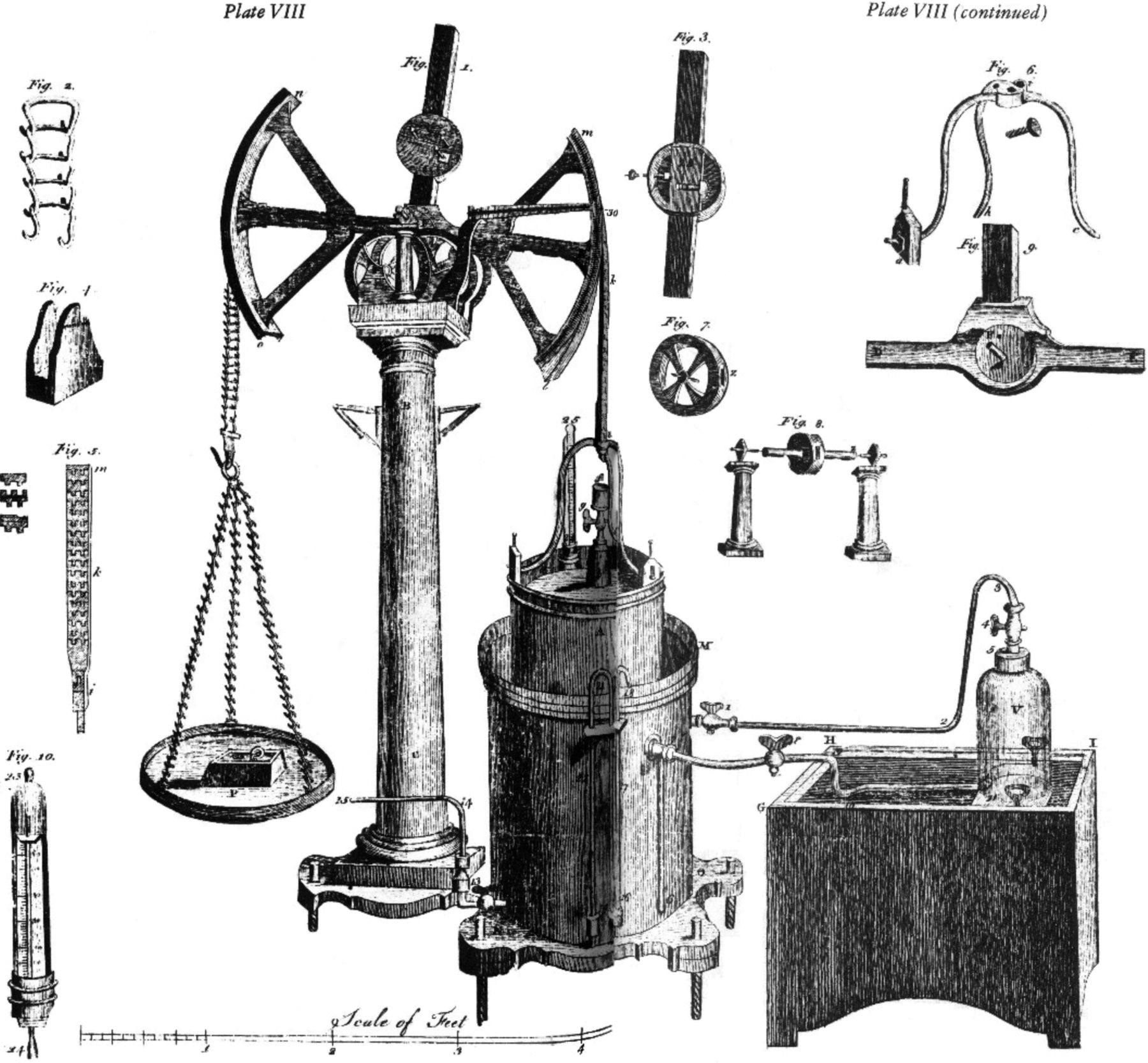
Оборудование А. Лавуазье

С 1774 года А. Лавуазье занимался изучением горения водорода, или как его называли тогда, «горючего воздуха», открытого в 1767 году Кавендишем. Долго Лавуазье не мог прийти к определённому результату, так как предполагал найти, как продукт горения водорода, какую-нибудь кислоту. Одновременно с Лавуазье тем же вопросом занимались многие другие химики, Кавендиш, Пристли, Монж, Warllire и др. Только в 1783 году Лавуазье и Лаплас нашли искомое: продуктом горения водорода оказалась чистая вода. Одновременно с ними то же было найдено Кавендишем и Уаттом. Но так как один Лавуазье в то время правильно понимал процесс горения, то он один из всех, кому стало известно это явление, правильно истолковал его и понял состав воды.
В 1785 году Лавуазье вместе с Менье получили, путём синтеза из водорода и кислорода, 45 г воды. Как и в других случаях Лавуазье и здесь не довольствовался одним синтезом. Вместе с Менье он производит в 1783—1784 годах разложение воды при помощи железа. Через раскалённый ружейный ствол они пропускали пары воды и выделяющийся газ собирали: это был водород; железный ствол покрывался внутри слоем железной окалины, представляющей соединение железа с кислородом. Определив состав воды, Лавуазье затем правильно истолковал восстановление металлических окислов водородом и выделение водорода при действии кислот на металлы. Учение о кислороде, как о главном агенте горения, было встречено очень враждебно.
Макер, французский химик, смеётся над новой теорией. В Берлине, где память флогистика Шталя особенно чтилась, Лавуазье был даже символически предан сожжению, как еретик науки. Лавуазье не тратил времени на полемику с воззрением, несостоятельность которого он чувствовал, но, изучая настойчиво и терпеливо факты, устанавливал постепенно шаг за шагом основы своей научной теории. Только тщательно изучив факты и выяснив вполне свою точку зрения, Лавуазье выступает открыто с критикой учения о флогистоне и показывает его шаткость («Réflexions sur le phlogistique», 1783). Объяснение состава воды было решительным ударом для теории флогистона; сторонники её стали переходить на сторону учения Лавуазье.
Когда же в 1789 году Лавуазье издал «Начальный учебник химии» («Traité élémentaire de chimie»), который вскоре был переведён на многие иностранные языки, многие прежние противники его системы изменили теории флогистона; так например, англичанин Кирван, написавший книгу «Опыт о флогистоне», полную жестоких нападок на учение Лавуазье, в 1792 году оставил теорию флогистона и признал взгляды Лавуазье: «я кладу оружие и оставляю флогистон», писал он Бертолле. Лавуазье был ещё при жизни свидетелем полного торжества своего учения. Разъяснив состав воздуха и воды, Лавуазье полно выдвинул и разъяснил много других вопросов.
Найдя, что при сжигании органических соединений образуются вода и углекислый газ, Лавуазье дал указания относительно состава органических веществ, признав составными частями их углерод, водород и кислород. Вместе с тем Лавуазье дал первые примеры органического анализа, производя сжигание спирта, масла и воска в определённом объёме кислорода и определяя над ртутью объём образующегося углекислого газа («Sur la combinaison du principe oxygine avec l’esprit de vin, l’huile et différents corps combustibles», 1784).
Позже он сжигал сахар, нагревая его с красной окисью ртути, образующуюся угольную кислоту поглощал едким калием и взвешивал: для сжигания он применял также перекись марганца и бертолетову соль. Таким образом, Лавуазье был знаком не только принцип, но и практическое выполнение органического анализа. Лавуазье занимался также процессами брожения и установил факт расщепления виноградного сахара на алкоголь и углекислый газ. Он пытался даже выразить это превращение количественным уравнением и по поводу его ясно формулировал истину о неизменяемости веса вещества («Traité», I. chap. XIII).
Опираясь на свойства кислородных соединений различных простых тел (см. далее), Лавуазье первый дал классификацию тел, известных в то время в химической практике. Основой его классификации служили, вместе с понятием о простых телах, понятия — окись, кислота и соль.
Окись есть соединение металла с кислородом, например, окись железа, ртути, меди и мн. др.; кислота есть соединение неметаллического тела, каковы уголь, сера, фосфор, с кислородом; органические кислоты уксусную, щавелевую, винную и др. Лавуазье рассматривал, как соединения с кислородом различных «радикалов». Соль образуется соединением кислоты с основанием. Эта классификация, как показали скоро дальнейшие исследования, была узка и потому неправильна: некоторые кислоты, как например синильная кислота, сероводород и отвечающие им соли, не подходили под эти определения; кислоту соляную Лавуазье считал соединением кислорода с неизвестным ещё радикалом, а хлор рассматривал как соединение кислорода с соляной кислотой.
Тем не менее, это была первая классификация, давшая возможность с большой простотой обозреть целые ряды известных в то время в химии тел. Она дала Лавуазье возможность предугадать сложный состав таких тел, как известь, барит, едкие щёлочи, борная кислота и др., считавшихся до него телами элементарными. В своём «Начальном учебнике химии», опубликованном в 1789 году, Лавуазье назвал простыми вещества, которые в то время не могли быть разложены. К их числу он отнёс все известные в конце XVIII века неметаллы, металлы, а также «земли» и радикалы. По его классификации к простым веществам относились и гипотетические «невесомые начала», или флюиды: «свет» и «теплород». Рядом с классификацией Лавуазье много работал над упрощением химической номенклатуры, вопрос о которой был поднят Гитоном де Морво в 1782 году; в основу этой номенклатуры легла классификация, данная Лавуазье. Новая номенклатура внесла большую простоту и ясность в химический язык, очистив его от сложных и запутанных терминов, которые были завещаны алхимией и были вполне произвольны, а часто и лишены всякого смысла.

### Термохимия

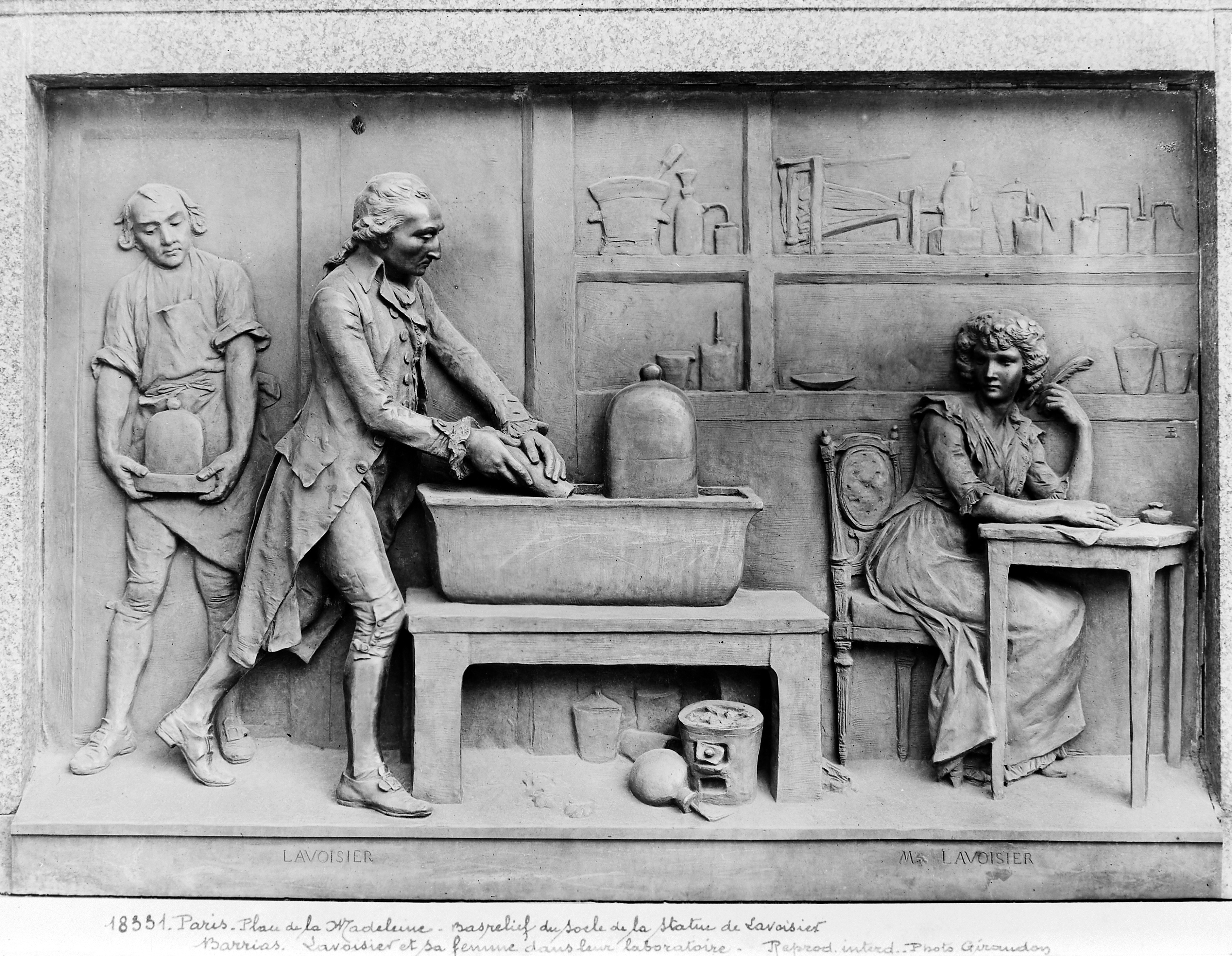
А. Лавуазье в лаборатории

Явления тепла, тесно связанные с процессом горения, составляли также предмет изучения Лавуазье. Вместе с Лапласом, будущим творцом «Небесной механики», Лавуазье даёт начало калориметрии; они устраивают ледяной калориметр. С помощью него они измеряют теплоёмкости многих тел и тепло́ты, освобождающиеся при различных химических превращениях, например при сгорании угля, фосфора, водорода, при взрыве смеси селитры, серы и угля.
Этими работами они кладут основание новой области исследования — термохимии и устанавливают её основной принцип, сформулированный ими в следующей форме: «Всякие тепловые изменения, которые испытывает какая-нибудь материальная система, переменяя своё состояние, происходят в порядке обратном, когда система вновь возвращается в своё первоначальное состояние». Например, чтобы разложить угольную кислоту на уголь и кислород, необходимо потратить столько же тепла, сколько его выделяется при сгорании угля в углекислоту. Калориметрические и термохимические исследования Лавуазье и Лапласа описаны в мемуаре «Mémoire sur la chaleur» (1780). В 1781—1782 годах они дают известный способ определять расширение твёрдых тел. Выработанные ими методы они вслед за тем применяют для изучения животной теплоты. Производя исследования над составом воздуха, Лавуазье установил те изменения, которым подвергается воздух при процессе дыхания животных.
При проведении лабораторных исследований Лавуазье обнаружил, что воспламенение спирта происходит при концентрации не менее 40 % в растворе воды.

### Физиология

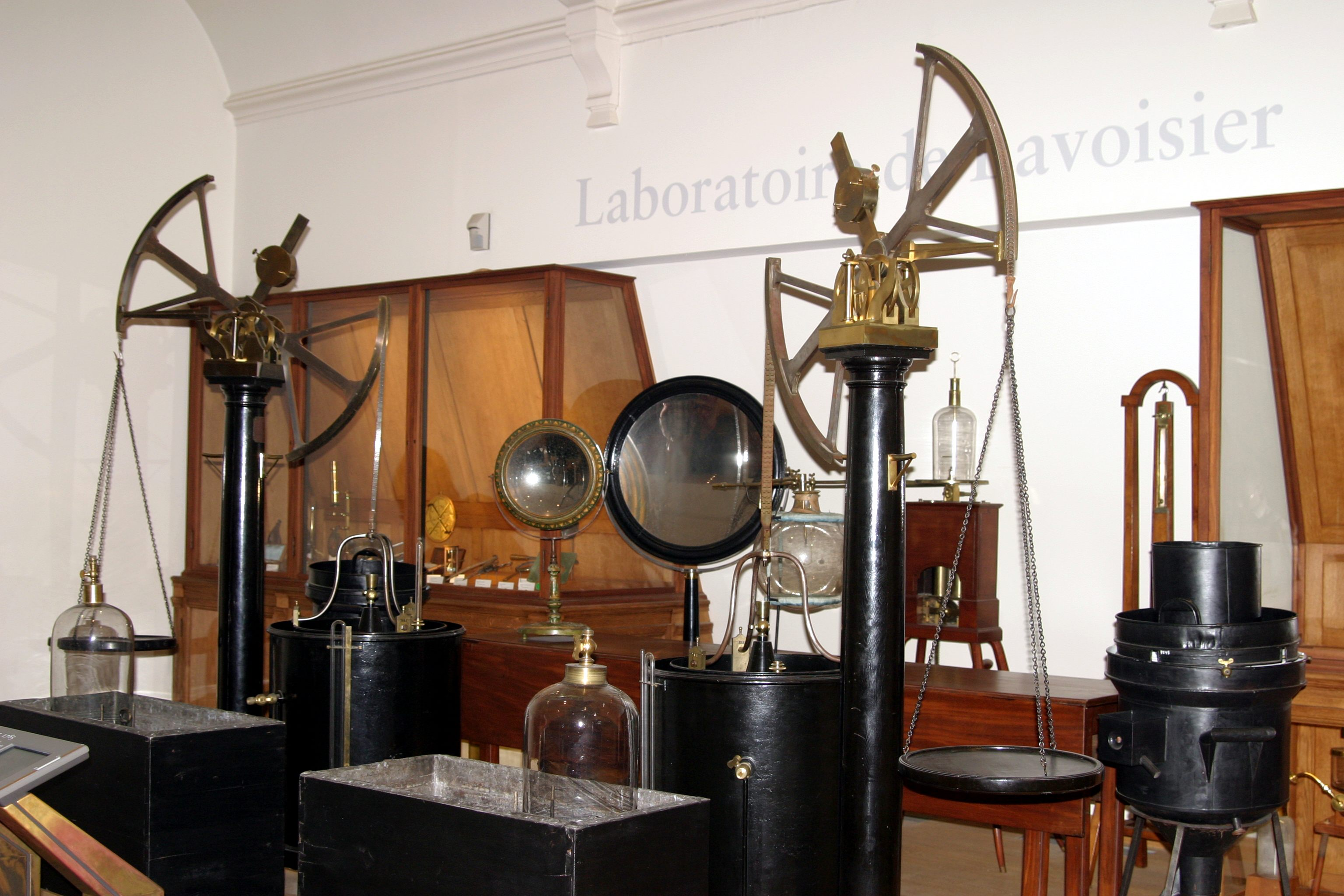
Лаборатория А. Л. Лавуазье, Музей искусств и ремёсел (Париж)

А. Л. Лавуазье открыл новую эру и в опытном исследовании жизненных процессов — физиологии. Исследованиями над животной теплотой Лавуазье представил против витализма, царившего в то время в науках биологических, столь же сильные доводы, как исследованиями над горением тел и над составом воды против учения о флогистоне. Лавуазье нанёс, кроме того, окончательное поражение учению о стихиях, ведущему своё начало от времён глубокой древности. Взгляд на огонь, воздух, воду и землю как на элементы дожил до Лавуазье. Стоит развернуть, например, руководство Beaumé, «Chimie expérim. et raisonnée» (1773), где автор называет огонь, воздух, воду и землю первичными началами, входящими в состав всех известных тел. Лавуазье выделил огонь, то есть его источник — теплоту из класса весомых тел, и отнёс его вместе со светом, магнетизмом и др. в разряд невесомых жидкостей (fluida).
Исследование «Sur la chaleur», сделанное Лавуазье совместно с Лапласом, а также исследования над дыханием животных, произведённые Лавуазье совместно с Сегеном в 1789—1790 годах, имели громадное значение в физиологии. Эти исследования показали, что дыхание животных есть медленное горение, за счёт которого в организме поддерживается всегда постоянный запас тепла. Траты, производимые в организме процессом горения, восполняются пищеварением. Названные исследования стараются установить соотношение между количеством выделяемой организмом углекислоты и состоянием покоя или работы, в котором организм находится. Лавуазье правильно понял значение и связь трёх важных функций животного организма: дыхания, пищеварения и транспирации.
Такое разделение внесло большую ясность как в общие воззрения, так и в расчёты химических превращений. Состав воздуха и воды был разъяснён Лавуазье; а что землю нельзя считать элементом, доказательств этому было уже накоплено много. Вместе с тем новое понятие об элементарных телах, установленное Бойлем (1661), было подкреплено Лавуазье и окончательно введено в науку. Понятие об элементарных телах могло быть в то время, конечно, чисто эмпирическое, так как для широкой философской его концепции не было ещё данных. Элементарными телами Лавуазье считал те, которые в его время оставались ещё неразложенными. Различие между двумя классами простых тел, металлами и металлоидами, принадлежит Лавуазье.
Вопрос о трёх состояниях тел, близко связанный с учением о стихиях, был выдвинут Лавуазье. В этом отношении в воззрениях Лавуазье на природу различных состояний и связь их с теплотой уже ясно намечаются воззрения нашего времени. Он признавал теоретически возможность превращения понижением температуры (и увеличением давления) всех газообразных тел в жидкости и в твёрдые тела («Traité», I, chap. 2). Эта мысль Лавуазье практически осуществлена была только в середине XIX века работами Пикте, Кальете и др. над сжижением газов. По воззрению Лавуазье газы состоят из весомого «основания» и из невесомой материи, теплоты, благодаря которой они сохраняют своё газообразное состояние. Если материю тепла отнимать от газа, то остаётся весомая материя в жидком или твёрдом виде, смотря по количеству отнятого тепла.
Когда кислород соединяется с горючим телом, то тепло, скрытое в газообразном кислороде, освобождается и выделяется в виде жара и огня. Лавуазье первый придал важное значение количественной стороне химических превращений веществ и сделал весы необходимой принадлежностью химической лаборатории. Он сам во всех своих исследованиях руководился тем принципом, что при различных химических превращениях вещество не пропадает, не творится вновь и что поэтому веса тел, участвующих в химическом превращении, до превращения и после него, остаются неизмененными. Это положение высказывалось Лавуазье неоднократно, напр. в «Traité» (I, chap. 13). С Лавуазье указанная истина легла в основание научной химической системы («закон сохранения вещества») и вместе с другой истиной, добытой в нашем веке физикой, именно — законом сохранения энергии, составляет основу современной философии природы. Руководясь принципом, указанным Лавуазье, исследователи быстро пришли к выводам необычайной важности, к установлению законов, управляющих весовыми отношениями соединяющихся между собою веществ; а эти законы, в связи с законами объёмных отношений для газов, привели затем к установке понятий об атоме и частице, придающих необыкновенную простоту и ясность современной химической системе.